# Croix et cathédrale dans la montagne
Croix et cathédrale dans la montagne (en allemand : Kreuz und Kathedrale im Gebirge) est un tableau du peintre allemand Caspar David Friedrich, réalisé en 1812. Il fait partie de la collection du Museum Kunstpalast.